# 법고섬
범고섬은 전라남도 신안군 지도읍에 있는 섬이다. 특정도서로 지정하여 관리되고 있다.

## 특정도서
범고섬은 해송이 잘 발달되어 있고, 주빙하 퇴적층이 형성되어 있으며, 수리부엉이, 쇠부엉이가 서식하며, 산골무꽃, 호자덩굴, 구와취, 죽대가 서식하고 있어 독도 등 도서지역의 생태계보전에 관한 특별법에 의거 특정도서로 지정되었다.
- 지정번호 : 제104호
- 면적 : 82,711m2
- 지번 : 전라남도 신안군 지도읍 감정리 산585, 산586